# Würth 400 (Texas)
Würth 400  är ett stockcarlopp ingående i Nascar Cup Series som körs över 267 varv (400,5 miles 644,541 km) på den 1,5 långa ovalbanan Texas Motor Speedway i Fort Worth i Texas i USA. Loppet har körts årligen sedan 2005. Åren 1997-2020 kördes ett andra lopp på Texas Motor Speedway, O'Reilly Auto Parts 500.

## Tidigare namn
- Dickies 500 (2005-2009)
- AAA Texas 500 (2010-2019)
- Autotrader Echopark Automotive 500 (2020-2022)
- Autotrader Echopark Automotive 400 (2023-2024)

## Vinnare genom tiderna
| Säsong | Datum         | Nr | Förare         | Team                     | Konstruktör | Distans | Distans         | Tid     | Snitthastighet (mph) | Rapport |
| Säsong | Datum         | Nr | Förare         | Team                     | Konstruktör | Varv    | Miles (km)      | Tid     | Snitthastighet (mph) | Rapport |
| ------ | ------------- | -- | -------------- | ------------------------ | ----------- | ------- | --------------- | ------- | -------------------- | ------- |
| 2005   | 6 november    | 99 | Carl Edwards   | Roush Racing             | Ford        | 334     | 501 (806,281)   | 3:19.00 | 151,055              | Rapport |
| 2006   | 5 november    | 20 | Tony Stewart   | Joe Gibbs Racing         | Chevrolet   | 339     | 508,5 (818,351) | 3:46.11 | 134,891              | Rapport |
| 2007   | 4 november    | 48 | Jimmie Johnson | Hendrick Motorsports     | Chevrolet   | 334     | 501 (806,281)   | 3:49.05 | 131,219              | Rapport |
| 2008   | 2 november    | 99 | Carl Edwards   | Roush Fenway Racing      | Ford        | 334     | 501 (806,281)   | 3:28.26 | 144,219              | Rapport |
| 2009   | 8 november    | 2  | Kurt Busch     | Penske Racing            | Dodge       | 334     | 501 (806,281)   | 3:24.18 | 147,137              | Rapport |
| 2010   | 7 november    | 11 | Denny Hamlin   | Joe Gibbs Racing         | Toyota      | 334     | 501 (806,281)   | 3:34.01 | 140,456              | Rapport |
| 2011   | 6 november    | 14 | Tony Stewart   | Stewart-Haas Racing      | Chevrolet   | 334     | 501 (806,281)   | 3:16.51 | 152,705              | Rapport |
| 2012   | 4 november    | 48 | Jimmie Johnson | Hendrick Motorsports     | Chevrolet   | 335     | 502,5 (808,695) | 3:41.30 | 136,117              | Rapport |
| 2013   | 3 november    | 48 | Jimmie Johnson | Hendrick Motorsports     | Chevrolet   | 334     | 501 (806,281)   | 3:18.05 | 151,754              | Rapport |
| 2014   | 2 november    | 48 | Jimmie Johnson | Hendrick Motorsports     | Chevrolet   | 341     | 511,5 (823,179) | 3:52.05 | 132,239              | Rapport |
| 2015   | 8 november    | 48 | Jimmie Johnson | Hendrick Motorsports     | Chevrolet   | 334     | 501 (806,281)   | 3:38.38 | 137,490              | Rapport |
| 2016   | 6 november    | 19 | Carl Edwards   | Joe Gibbs Racing         | Toyota      | 293     | 439,5 (707,306) | 3:16.00 | 134,541              | Rapport |
| 2017   | 5 november    | 4  | Kevin Harvick  | Stewart-Haas Racing      | Ford        | 334     | 501 (806,281)   | 3:29.52 | 143,234              | Rapport |
| 2018   | 4 november    | 4  | Kevin Harvick  | Stewart-Haas Racing      | Ford        | 337     | 505,5 (813,523) | 3:21.27 | 150,558              | Rapport |
| 2019   | 3 november    | 4  | Kevin Harvick  | Stewart-Haas Racing      | Ford        | 334     | 501 (806,281)   | 3:44.44 | 133,759              | Rapport |
| 2020   | 25-28 oktober | 18 | Kyle Busch     | Joe Gibbs Racing         | Toyota      | 334     | 501 (806,281)   | 3:42.14 | 135,263              | Rapport |
| 2021   | 17 oktober    | 5  | Kyle Larson    | Hendrick Motorsports     | Chevrolet   | 334     | 501 (806,281)   | 3:42.54 | 134,859              | Rapport |
| 2021   | 17 oktober    | 5  | Kyle Larson    | Hendrick Motorsports     | Chevrolet   | 334     | 501 (806,281)   | 3:42.54 | 134,859              | Rapport |
| 2022   | 25 september  | 8  | Tyler Reddick  | Richard Childress Racing | Chevrolet   | 334     | 501 (806,281)   | 4:21.53 | 114,784              | Rapport |
| 2023   | 24 september  | 24 | William Byron  | Hendrick Motorsports     | Chevrolet   | 267     | 400,5 (644,541) | 3:14.28 | 123,569              | Rapport |
| 2024   | 14 april      | 9  | Chase Elliott  | Hendrick Motorsports     | Chevrolet   | 276     | 414 (666,267)   | 3:33.14 | 116,492              | Rapport |
| 2025   | 4 maj         | 22 | Joey Logano    | Team Penske              | Ford        | 271     | 406,5 (654,197) | 3:28.40 | 116,885              | Rapport |

### Förare med flera segrar
| Antal segrar | Förare         | År                           |
| ------------ | -------------- | ---------------------------- |
| 5            | Jimmie Johnson | 2007, 2012, 2013, 2014, 2015 |
| 3            | Carl Edwards   | 2005, 2008, 2016             |
| 3            | Kevin Harvick  | 2017, 2018, 2019             |
| 2            | Tony Stewart   | 2006, 2011                   |

### Team med flera segrar
| Vinster | Team                 | År                                             |
| ------- | -------------------- | ---------------------------------------------- |
| 8       | Hendrick Motorsports | 2007, 2012, 2013, 2014, 2015, 2021, 2023, 2024 |
| 4       | Stewart-Haas Racing  | 2011, 2017, 2018, 2019                         |
| 4       | Joe Gibbs Racing     | 2006, 2010, 2016, 2020                         |
| 2       | Roush Fenway Racing  | 2005, 2008                                     |
| 2       | Team Penske          | 2009, 2025                                     |

### Konstruktörer efter antal segrar
| Antal segrar | Konstruktör | År                                                               |
| ------------ | ----------- | ---------------------------------------------------------------- |
| 10           | Chevrolet   | 2006, 2007, 2011, 2012, 2013, 2014, 2015, 2021, 2022, 2023, 2024 |
| 6            | Ford        | 2005, 2008, 2017, 2018, 2019, 2025                               |
| 3            | Toyota      | 2010, 2016, 2020                                                 |
| 1            | Dodge       | 2009                                                             |